# Margarita (cocktail)
Il margarita è un cocktail composto da tequila, liquore all'arancia e succo di lime; spesso viene servito con sale sul bordo del bicchiere. È il più comune cocktail messicano a base di tequila, appartiene ai sour e in genere viene servito come aperitivo (pre-dinner).

## Storia
Secondo quanto afferma William Grimes, autore di Straight Up or On the Rocks: The Story of the American Cocktail, molte persone sostenevano di aver bevuto Margarita in Messico già negli anni trenta, da cui si deduce che il margarita fu inventato prima del 1940.
Tra i tanti candidati per il titolo di "creatore del margarita", se ne possono citare tre:
- Daniel Negrete (1936), con una combinazione di un terzo di Triple Sec, un terzo di tequila e un terzo di succo di lime. Il drink non era mescolato ed era servito con ghiaccio tritato.[2] Proporzioni 1:1:1 (33% tequila, 33% Triple Sec, 33% succo di lime).
- Carlos Herrera (1947), mischiando tequila bianca con succo di limone e Triple Sec, aggiungendo ghiaccio tritato e shakerando il tutto. Proporzioni 2:1:1 (50% tequila, 25% Triple Sec, 25% succo di lime).
- Margaret Sames (1948), con una parte di Cointreau, tre parti di tequila e una parte di succo di lime. Sapendo che molte persone bevevano la tequila dopo aver leccato del sale, decise di guarnire il suo cocktail con una crosta di sale. Proporzioni 3:1:1 (60% tequila, 20% Cointreau, 20% succo di lime).

## Proporzioni
Le proporzioni più usate per il margarita sono;
- 2:1:1 (50% tequila, 25% Triple sec, 25% lime fresco o succo di limone)
- 3:2:1 (50% tequila, 33% Triple Sec, 17% lime fresco o succo di limone)
- 3:1:1 (60% tequila, 20% Triple Sec, 20% lime fresco o succo di limone)
- 1:1:1 (33% tequila, 33% Triple Sec, 33% lime fresco o succo di limone)

sebbene lo standard IBA (Cocktail ufficiali IBA) sia
- 10:4:3 (59% tequila, 23% Triple Sec, 18% lime fresco o succo di limone)

Il drink è normalmente servito shakerato con ghiaccio, "on the rocks", o mescolato con ghiaccio (il "frozen margarita"); nella ricetta classica è servito nella tipica coppetta detta Sombrero. Il cocktail viene frequentemente servito con sale sul bordo del bicchiere ("Crusta").
Sebbene i margarita più comuni contengano tequila, liquore all'arancia, succo di lime o di limone, e qualche volta un dolcificante aggiuntivo, molte variazioni stanno diventando sempre più comuni. Usare succo di lime imbottigliato (che contiene zucchero) è un altro modo usato per dolcificare il cocktail.

### Varianti alla frutta del Margarita

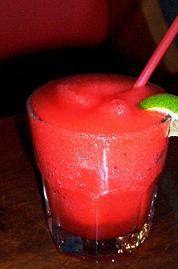
Margarita alla fragola

È possibile aggiungere anche succhi di frutta al margarita. Esempi classici sono le seguenti combinazioni:
- succo di lime con mirtillo;
- fragola o pesca, con succo di limone;
- banana, con succo di banana.

Comunque, è bene segnalare che i margarita a base di frutta non fanno parte della definizione di un classico "Margarita".

## La classificazione IBA
Nella lista dei cocktail internazionali stilata dall'IBA, fino a novembre 2011 aveva proporzioni diverse dalle attuali e cioè
- 7:4:3 (50% tequila, 29% Triple Sec, 21% lime fresco o succo di limone)

Oltre al classico Margarita, troviamo anche una variante così definita, il Tommy's Margarita con la seguente ricetta:
- 2:1:1 (50% tequila reposado, 25% succo di lime fresco 25% sciroppo di agave)

Lo sciroppo di agave è metà acqua e metà nettare di agave.
Shakerare e filtrare il cocktail in una coppetta cocktail.